# Gastrosaccus psammodytes
Gastrosaccus psammodytes är en kräftdjursart som beskrevs av O. Tattersall 1958. Gastrosaccus psammodytes ingår i släktet Gastrosaccus och familjen Mysidae. Inga underarter finns listade i Catalogue of Life.